# Relave de Mesapata
El relave de Mesapata es un pasivo ambiental minero ubicado en el distrito de Cátac de la provincia de Recuay, en Áncash, Perú. El drenaje ácido de mina del relave de la planta concentradora de Mesapata está considerado como el más peligroso de la cuenca del río Santa. La comunidad campesina de Cátac ha venido exigiendo el cierre del depósito de relaves desde 2011.

## Ubicación e hidrología
El relave de Mesapata se encuentra en el humedal de Yanayacu, en el lado este del Callejón de Huaylas, al lado de la carretera Cátac - Chavín y a 1.5 km de Cátac. El relave drena a la subcuenca del río Yanayacu, tributaria de la cuenca hidrográfica del Santa.
La subcuenca del río Yanayacu se conforma por los ríos efluentes de las quebradas de Querococha (donde se ubica la laguna Querococha), Cotush, Hueychao y Queshque (donde se ubica la laguna Queshquecocha).
De acuerdo a estudios del 2012, el humedal de Yanayacu es considerado una turbera y un importante sumidero de carbono con alta capacidad de fijación de CO2. Se ha calculado que la biota del humedal estarían fijando un volumen total de 11,479.46 toneladas de CO2 atmosférico por año a razón de 101.36 tCO2 por hectárea.

## Historia
Los relaves son producto del tratamiento de minerales polimetálicos de la planta concentradora por parte del Banco Minero del Perú a finales de la década de 1980 hasta 1993.  Este último año la planta fue transferida a la Universidad Nacional Santiago Antúnez de Mayolo (UNASAM) que continuó operándola e incrementando el volumen del relave. Si bien la UNASAM no es poseedora de una unidad minera, presta servicios de concentración de minerales por el método de flotación selectiva a terceros. La planta tiene capacidad para concentrar plomo, zinc y cobre.

## Descripción
El relave de Mesapata está distribuido en dos partes:
- parte sur, al pie de la planta con una área de 3500 m², una altitud promedio de 6 m y un dique de tierra de 4m.
- parte norte, en la parte baja del bofedal, en la margen izquierda del río Yanayacu, con un área de 3 ha y una altitud promedio de 22 m.

El relave genera drenajes ácidos de mina a partir de la oxidación de minerales sulfurados como la pirita (FeS2). El relave está compuesto principalmente por cuarzo (45 %), pirita (42 %), galena (1 %) y arcillas (11 %).

## Impactos ambientales
Existen varios estudios dedicados a la caracterización del relave y los impactos ambientales que genera.

### Metales pesados
Un estudio de 1998 concluyó que los residuos sólidos en el drenaje ácido de mina del relave de Mesapata, junto a los de la planta concentradora de Romina, son los potencialmente más peligrosos en la cuenca de río Santa. El potencial neto de neutralización (PNN) para la muestra del relave de Mesapata fue de -700.56 kg CaCO3/t, mientras que para el relave de Romina fue de -343.18 kg CaCO3/t; se incluyeron también en el análisis muestras de los relaves de Huancapetí (-175.83 kg CaCO3/t), Chahuapampa (-80.81 kg CaCO3/t), Santo Toribio (-8.56 kg CaCO3/t) y Ticapampa (+3.90 kg CaCO3/t).
Un estudio del 2016 de identificación de metales pesados en muestras de suelos en los relaves de Ticapampa, Huancapeti, Santa Rosa de Jangas y Mesapata, mostró que el lugar más contaminado y tóxico para la salud humana, vegetal y animal es el relave de Mesapata  con concentraciones de aluminio (9832 mg/kg), arsénico (5000 mg/kg), plomo (6000 mg/kg), cadmio (118.99 mg/kg) y mercurio (0.413 mg/kg).
Un estudio del 2017 mostró que las aguas alrededor del relave se encuentran contaminados con plomo por encimas de los valores límites de concentración.

### Remediación
El 2013 se elaboró un plan de cierre de la relavera. A julio de 2019 se ha venido impulsando el cierre de la Planta Concentradora Mesapata y la remediación del relave por parte de la comunidad campesina de Cátac y la Dirección Regional de Energía y Minas (Drem) de Áncash.

## Galería

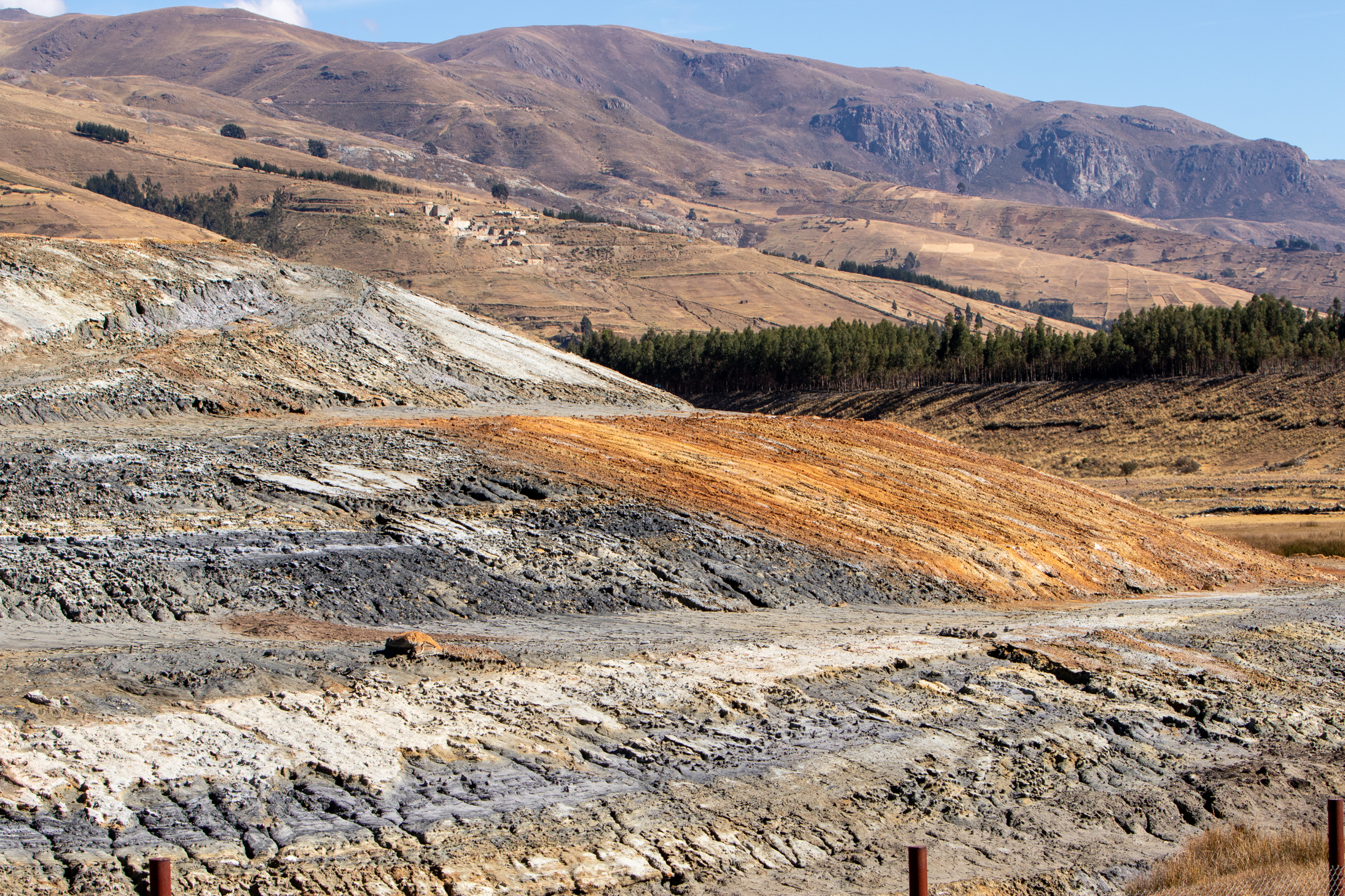
Vista de detalle de la esquina noreste.
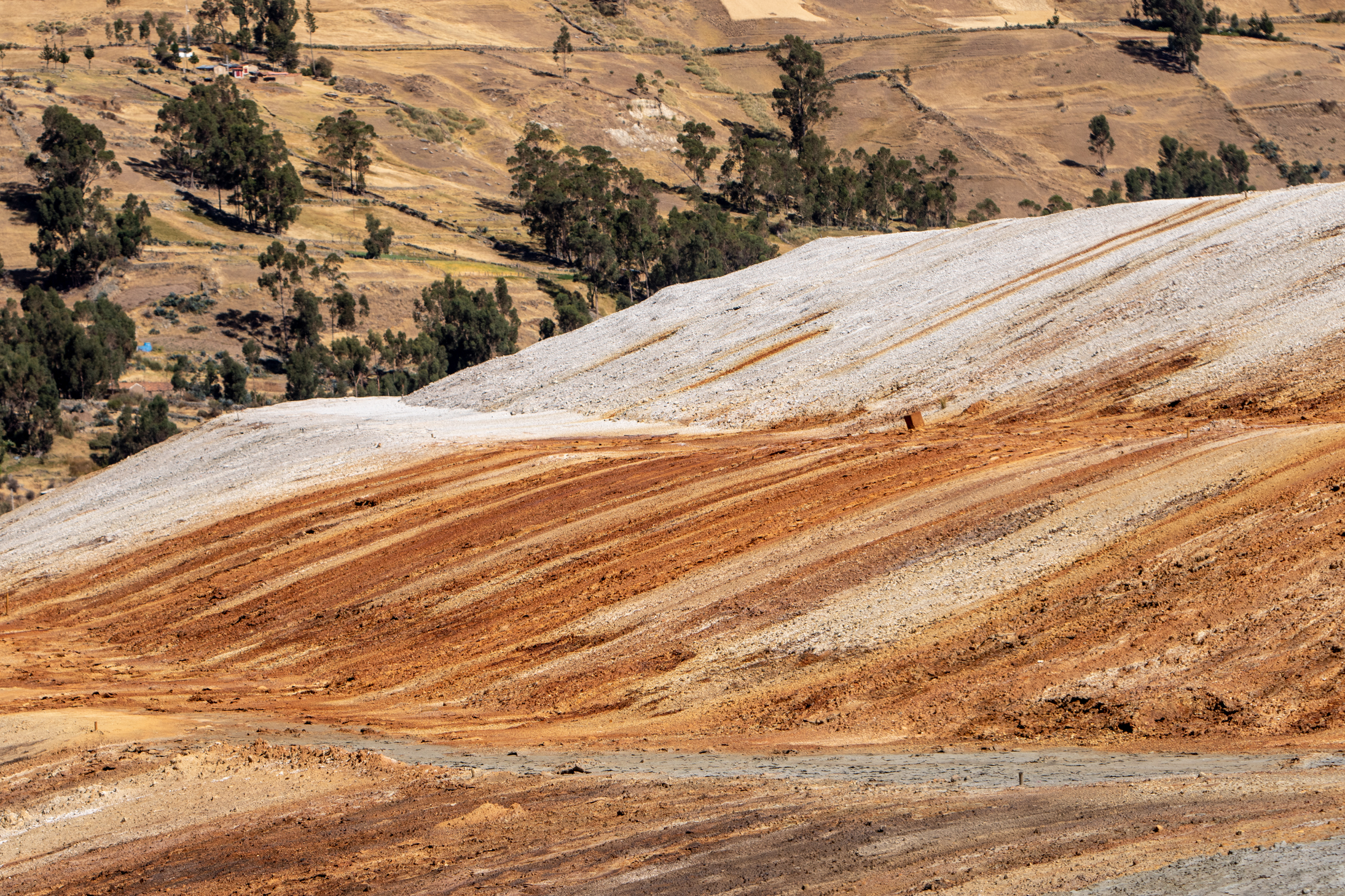
Vista de detalle del lado norte.
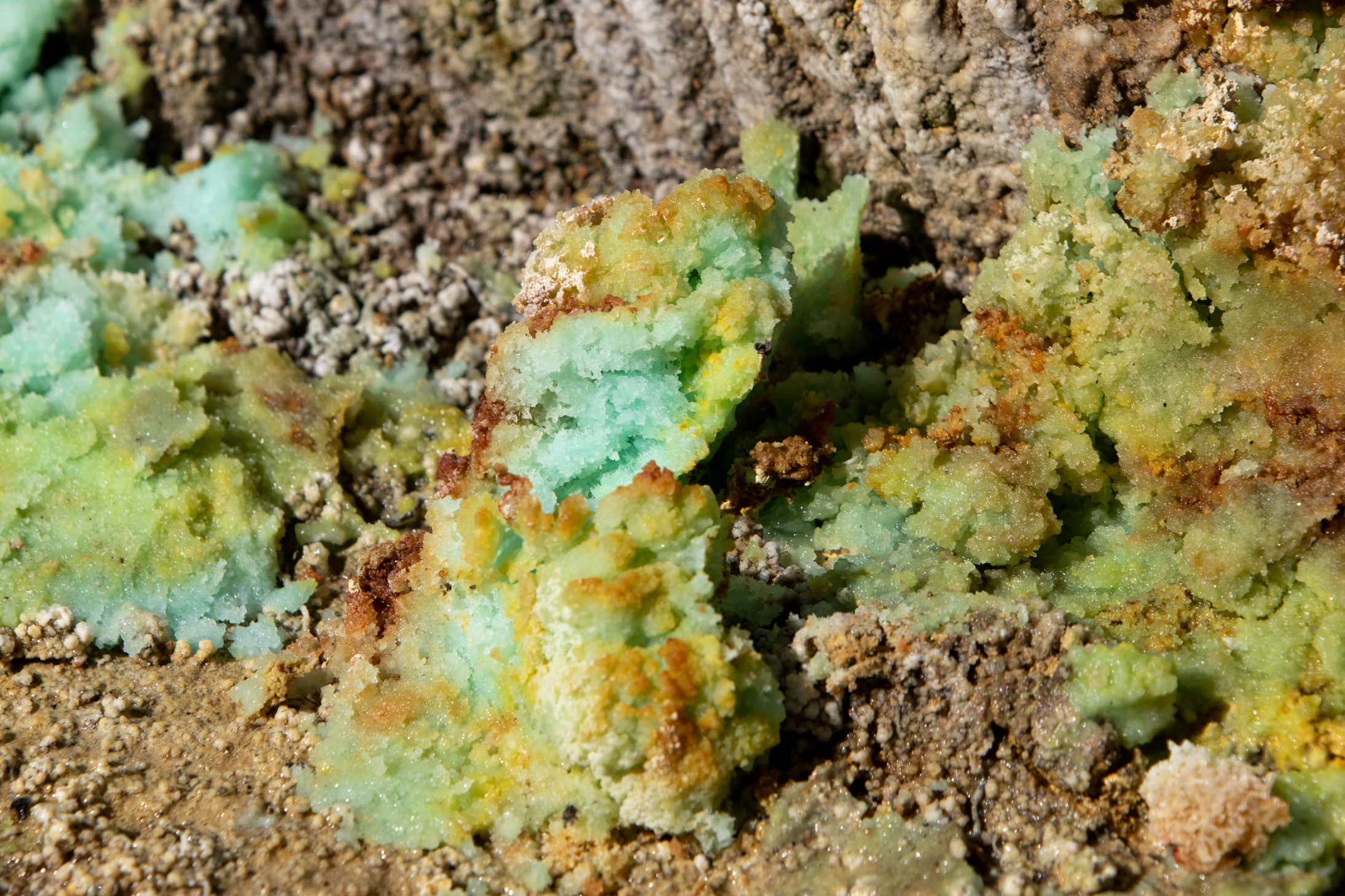
Detalle del material de desecho minero.
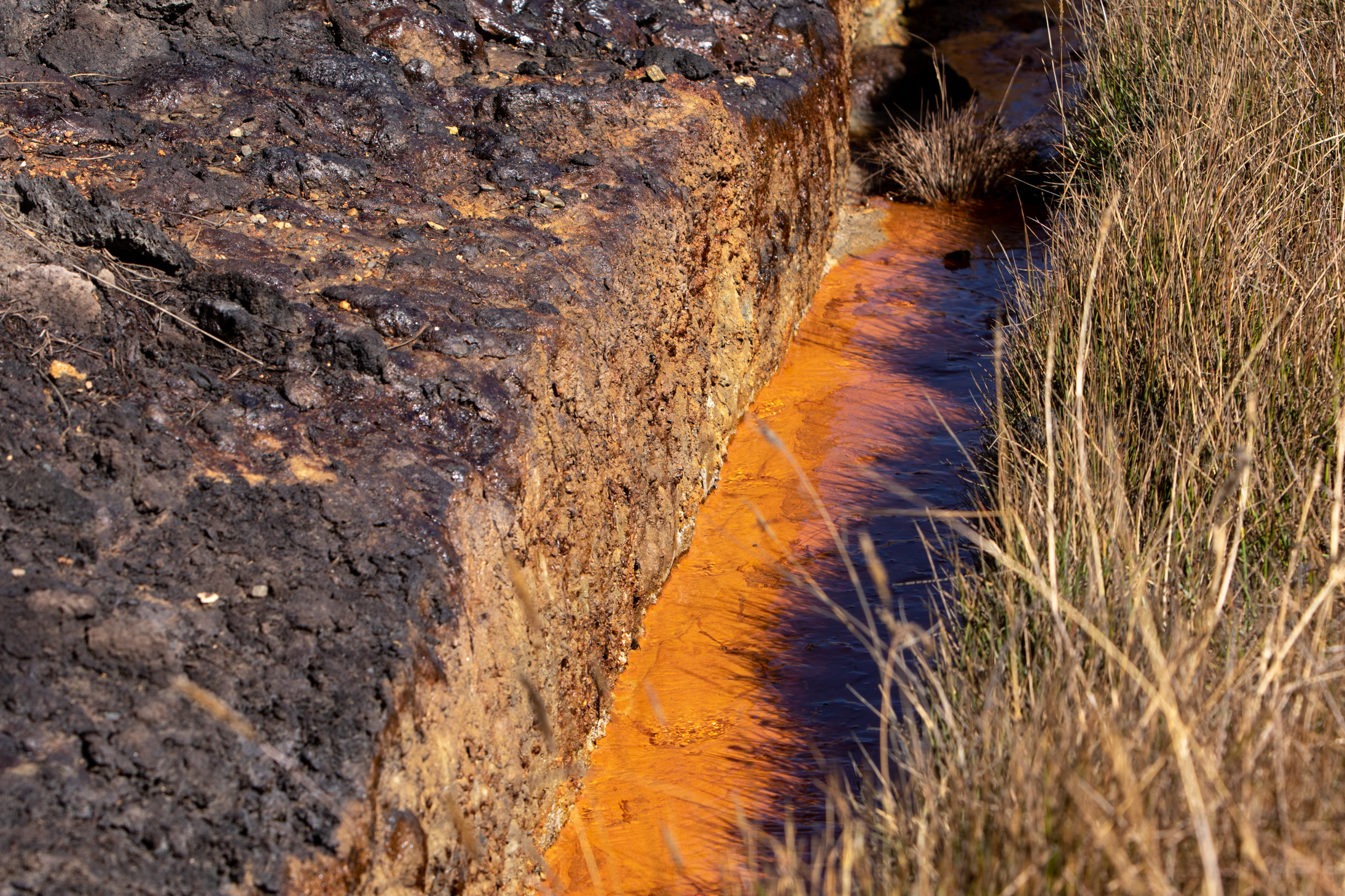
Detalle del canal perimétrico y fondo.
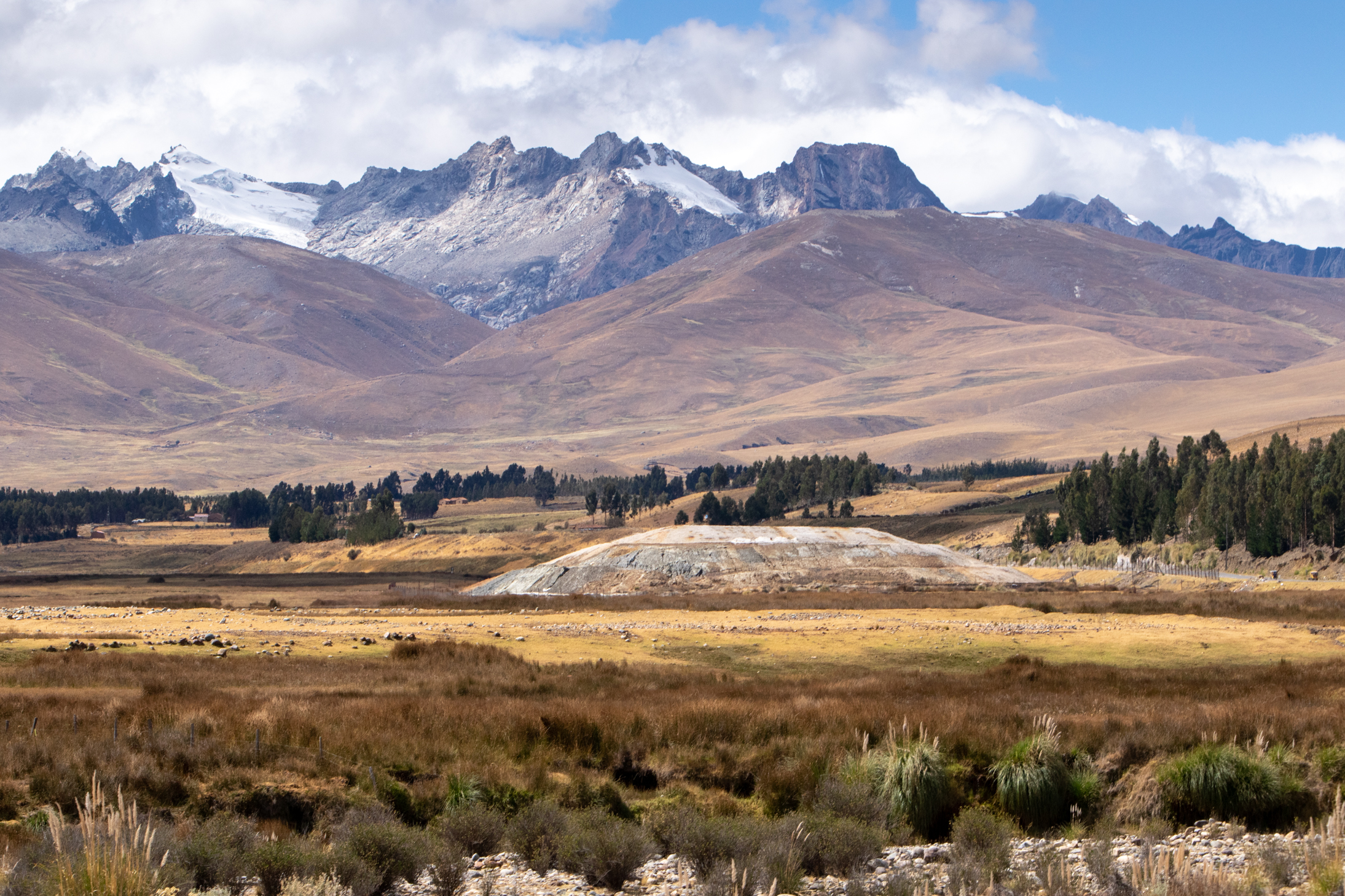
Vista panorámica desde el oeste hacia el este, la Cordillera Blanca al fondo.